# Rock in Rio
O Rock in Rio é um festival de música idealizado pelo empresário brasileiro Roberto Medina pela primeira vez em 1985. É reconhecido como um dos maiores festivais musicais do planeta. Foi originalmente organizado no Rio de Janeiro, de onde vem o nome. Tornou-se um evento de repercussão em nível mundial e teve em 2004 sua primeira edição fora do Brasil, em Lisboa, Portugal.
Ao longo da sua história, o Rock in Rio teve 22 edições, nove no Brasil, nove em Portugal, três na Espanha e uma nos Estados Unidos. Em 2008, foi realizado pela primeira vez em dois locais diferentes, Lisboa e Madrid. Além destas, duas edições foram canceladas: Madrid e Buenos Aires, ambas programadas para 2014.
O hino do festival é de autoria do compositor Nelson Wellington e do maestro Eduardo Souto Neto e foi gravado originalmente pelo grupo Roupa Nova. O festival é considerado o oitavo melhor do mundo pelo site especializado Festival Fling. Desde sua 4ª edição no Brasil, o festival costuma ocorrer bianualmente no início da primavera em seu país de origem (Brasil). A nona edição do festival ocorreu em 2022 no Parque Olímpico do Rio de Janeiro.
Em 2024, foi realizada a décima edição do festival, denominada Rock in Rio X, que contará com nomes como Ed Sheeran, Scorpions e Katy Perry. 
Também neste edição o festival terá  um espetáculo de teatro musical especial pelos 40 anos do festival chamado 'Sonhos, Lama e Rock and Roll'. A peça contará a história do Rock In Rio, com a direção de Charles Möeller, direção musical de Zé Ricardo e será protagonizada pelos atores Beto Sargentelli, Malu Rodrigues e Rodrigo Pandolfo.

## História

### Primeira edição

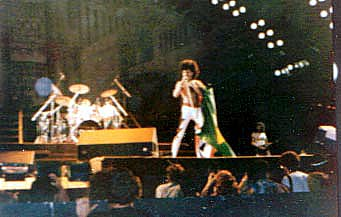
Queen se apresentando em 1985

A primeira edição do Rock in Rio foi realizada no Rio de Janeiro, entre 11 e 20 de janeiro de 1985 em uma área especialmente construída para receber o evento. O local, um terreno de 250 mil metros quadrados que fica próximo ao Riocentro, em Jacarepaguá, ficou conhecido como "Cidade do Rock" e contava com o maior palco do mundo já construído até então: com 5 mil metros quadrados de área, além de dois imensos fast foods, dois shopping centers com 50 lojas, dois centros de atendimento médico e uma grande infraestrutura para atender a quase 1,5 milhão de pessoas (o equivalente a cinco Woodstocks) que frequentaram o evento.
A grande fama do evento deveu-se ao fato de que, até sua realização, as grandes estrelas da música internacional não costumavam visitar a América do Sul, pelo que o público local tinha ali a primeira oportunidade de ver de perto os ídolos do rock, muitas bandas de renome internacional fizeram parte logo de cara da primeira edição do festival tais como Queen, Iron Maiden, Scorpions e várias outras bandas internacionais e nacionais. Logo após o fim do Rock in Rio, a "Cidade do Rock" foi demolida por ordem do então governador do estado do Rio de Janeiro, Leonel Brizola. A organização do festival pediu ocupação provisória do terreno, com o intuito de manter a sua posse, após o fim do evento, caracterizando invasão de propriedade pública. No entanto, Leonel Brizola decretou sua demolição para efetuar a reintegração de posse do terreno patrimônio da cidade do Rio de Janeiro.

### Regressos
Graças ao enorme sucesso do evento original, Medina promoveu, entre 18 e 26 de janeiro de 1991, o Rock in Rio II, segunda edição do evento, porém, realizada no estádio de futebol do Maracanã, cujo gramado foi adaptado para receber o palco e os espectadores (700 mil pessoas, em nove dias de evento), que também puderam assistir ao evento das arquibancadas do estádio (por preços um pouco maiores do que aqueles do gramado).
Após novo hiato, em 2001, foi realizado, entre 12 e 21 de janeiro de 2001, o Rock in Rio III. Nesta ocasião, os organizadores decidiram construir uma nova "Cidade do Rock", no mesmo local onde ocorreu a primeira edição, com a inédita capacidade de 250 mil espectadores por dia e "tendas" alternativas onde realizaram-se concertos paralelos aos do palco principal. Havia tendas de música eletrônica ("Tenda Eletro"), música nacional ("Tenda Brasil", na qual artistas brasileiros apresentavam-se), música africana ("Tenda Raízes") e música mundial ("Tenda Mundo Melhor"). O evento recebeu a legenda de "Por Um Mundo Melhor", o que se marcou com o ato simbólico de observação de três minutos de silêncio antes do início das apresentações no primeiro dia do evento. Às 19 horas do primeiro dia do evento, três mil rádios e 522 TVs silenciaram pela melhoria do mundo. O início e o fim do ato foram marcados pelo toque de sinos e pela libertação de pombas brancas, representando um pedido pela paz mundial. Esta edição também ficou marcada pelo boicote de algumas bandas brasileiras ao evento. Isso porque havia uma cláusula no contrato que excluía a possibilidade dos grupos brasileiros passarem o som para fazer as últimas regulagens de instrumentos, e elas reivindicaram a mesma estrutura concedida para as bandas estrangeiras. O boicote foi liderado pela banda O Rappa, com o apoio das bandas Charlie Brown Jr., Cidade Negra, Jota Quest, Raimundos e Skank.
A "Cidade do Rock" construída para o Rock in Rio III, foi demolida apenas em 2012, para abrigar a Vila Olímpica dos Jogos Olímpicos de Verão de 2016.

### Internacionalização
O Rock in Rio foi internacionalizado em 2004, com o Rock in Rio Lisboa I, em Lisboa, Portugal. A organização do festival foi similar à edição de 2001 no Brasil, tendo sido distribuído pelos 200 mil metros quadrados do Parque da Bela Vista o Palco Mundo, a Tenda Raízes, a Tenda Mundo Melhor e a Tenda Electrónica. Participaram mais de 70 artistas ao longo dos cinco dias de festival, e o evento foi um sucesso, recebendo mais de 385 mil espectadores. Entretanto, a mídia brasileira e o público foram totalmente contra a realização do festival no país, mas ignorados devidos a pensamentos ambiciosos por parte de Roberto Medina.
Em 2006, foi realizado o Rock in Rio Lisboa II, no mesmo local, entre 26 de maio e 4 de junho. Nesta edição já não havia mais a Tenda Mundo Melhor, e a Tenda Raízes foi substituída pelo palco Hot Stage.
O Rock in Rio Lisboa foi realizado pela terceira vez no Parque da Bela Vista em Lisboa, entre 30 de maio e 6 de junho de 2008. Entre 27 de junho e 6 de julho do mesmo ano, foi realizado o Rock in Rio Madrid, em Arganda del Rey, em Madrid, Espanha. No caso da edição portuguesa, o palco Hot Stage foi substituído pelo palco Sunset Rock in Rio, um espaço dedicado a apresentações conjuntas de artistas e bandas, na maioria portugueses, de vários estilos musicais em formato de jam sessions.
Em 2010, foram realizadas respectivamente, a quarta edição em Lisboa e a segunda edição em Madrid. Em 2012, foram realizadas respectivamente, a quinta edição em Lisboa e a terceira edição em Madrid. O Rock in Rio Lisboa voltou em 2014, 2016 e 2018. A edição de 2020 foi adiada para 2021 devido à pandemia do COVID-19, acabando por ser cancelada, pelo mesmo motivo, em 2021 (apesar de a narrativa transmitida ter sido a de um adiamento para o 2022, tal "adiamento" não se verifica, pois a edição de 2022 já estava prevista em 2020).
A edição de 2022 do Rock in Rio Lisboa foi dividida em dois finais de semana, nos dias 18 e 19 e 25 e 26 de junho, e trouxe artistas como Anitta, Iza, Ney Matogrosso, Ivete Sangalo, Black Eyed Peas, Muse e A-ha. Foi estimado um público de 287 mil pessoas.

### Volta ao Rio de Janeiro
Em 2011, aconteceu a quarta edição do festival no Brasil, após dez anos da terceira edição. Inicialmente previsto para 2014, para coincidir com o ano da Copa do Mundo FIFA de 2014, que foi realizado no Brasil, seu lançamento foi adiantado em três anos, a pedido da prefeitura da cidade do Rio de Janeiro. A Prefeitura construiu um novo local permanente que permite uma maior periodicidade do evento. Segundo Roberto Medina, "Com o novo local, que também ganhará o nome de "Cidade do Rock", o Rock in Rio poderá acontecer a cada dois anos, da mesma forma que é o Rock in Rio Lisboa. O espaço não servirá apenas para o festival, será multiúso e poderá abrigar outros shows e eventos".
Em 2012, o Rock in Rio voltou à Península Ibérica para mais a quinta edição do Rock in Rio Lisboa e a terceira edição do Rock in Rio Madrid.
Em 2013, o Rock in Rio voltou a acontecer na nova "Cidade do Rock". O evento serviu como teste do novo sistema de ônibus de faixa exclusiva do Rio de Janeiro, os BRTs, e contou com um programa de tráfego novo que não permitia que carros, táxis e vans se aproximassem do evento.
Em 2014, foi realizada a sexta edição do Rock in Rio Lisboa.

### Las Vegas, e 30 anos do festival no Rio de Janeiro
Em maio de 2015, ocorreu a primeira edição do Rock in Rio nos Estados Unidos. Foram feitos quatro dias de festival e cerca de 170 mil pessoas compareceram ao evento, que ocorreu na cidade de Las Vegas. Em setembro do mesmo ano, aconteceu a sexta edição do Rock in Rio no Brasil, comemorando o aniversário de 30 anos da primeira edição do festival. Teve como uma das grandes atrações, a volta da banda Queen, a grande atração do primeiro Rock in Rio, contando com a participação de Adam Lambert nos vocais.
Em 2016, a única edição realizada foi o Rock in Rio Lisboa VII.
Em 2017, foi realizado o Rock in Rio VII, inaugurando o Parque Olímpico como o novo local. No primeiro dia do festival, estava programada a apresentação da cantora Lady Gaga, mas a organização a cancelou pelo fato de que, dias antes, ela sofria de fibromialgia.
Em 2018, ocorreu o Rock in Rio Lisboa VIII, confirmando o sucesso da marca no país.
Roberto Medina já havia afirmado que o Rock in Rio Lisboa "veio para ficar". Em 2019, a organização confirmou a realização de mais dois eventos nos anos de 2021 e 2023, com as edições ocorrendo no Rio de Janeiro.
Em 2019, o Rock in Rio voltou com sua oitava edição no Brasil. Realizada novamente no Parque Olímpico, o festival recebeu novos palcos e inúmeras atrações nacionais e internacionais. Anitta enfim subiu aos palcos depois da polêmica envolvendo seu nome na edição de 2017. Destaque para Pink, que realizou um espetáculo de acrobacias na penúltima noite de festival. Muse e Imagine Dragons encerraram o último dia de shows.

### Cancelamentos por conta da pandemia de COVID-19
Por conta da pandemia de COVID-19, foi anunciado que a nona edição do Rock in Rio Lisboa, que inicialmente ocorreria em 2020, seria adiada para o ano de 2021. Porém, devido aos altos índices de contágio e restrições sanitárias em Portugal em 2021, essa edição acabou sendo cancelada, e o Rock in Rio Lisboa só voltaria a acontecer em 2022 (quando ocorreria sua décima edição).

### The Towne futuro
Minutos após o cancelamento da edição de 2021 do Rock in Rio Lisboa, foi anunciado que a nona edição do festival que ocorreria no Rio de Janeiro seria adiada para 2022, e que já ocorreria uma nova edição no ano seguinte, seguindo a tradição da edição brasileira ocorrer sempre em anos ímpares.

Palco "New Dance Order" que é usado nos dois festivais

O Rock in Rio Lisboa IX aconteceu entre 18 e 26 de junho de 2022 e teve um público de 287 mil pessoas.
Em setembro de 2021 foi anunciada as datas do Rock in Rio IX, que ocorreu entre 2 e 11 de setembro de 2022 no Rio de Janeiro.
No final do mesmo ano, o site oficial do Rock in Rio anunciou a realização de sua primeira edição em São Paulo, e que esse festival se chamaria The Town. O festival acontecerá em 2023 no Autódromo de Interlagos, onde será construída a nova "Cidade do Rock".
Com a criação do The Town, foi anunciado que o Rock in Rio X que ocorreria em 2023 no Rio de Janeiro seria adiado para 2024, e que agora, as edições do festival no Rio de Janeiro acontecerão em anos pares junto com o Rock in Rio Lisboa, pois nos anos ímpares aconteceriam as edições do The Town em São Paulo, evitando assim que os dois festivais brasileiros ocorressem no mesmo ano.
A edição de 2024 do Rock in Rio Lisboa está prevista para os dias 15, 16, 22 e 23 de junho, no Parque Tejo, com a participação de Ed Sheeran, Scorpions, Evanescence, Extreme, Xutos & Pontapés, Europe, Ivete Sangalo, Jonas Brothers, e outros.

### Lançamentos em CD e DVD em parceria com a MZA Music
Vários shows de artistas e bandas nacionais no Rock in Rio foram lançados nos formatos CD e DVD em parceria com a gravadora MZA Music. O primeiro lançamento foi em 2006, com o show de Cássia Eller na edição de 2001. Em 2007, foram lançados os DVDs com os shows das bandas Barão Vermelho (que já havia sido lançado em LP e CD em 1992, com o título Barão Vermelho ao Vivo) e Os Paralamas do Sucesso, ambos na primeira edição do festival. Em 2011, é lançado o DVD do encontro entre as bandas paulistas Ira! e Ultraje a Rigor, também na edição de 2001.
Em 2012, seis DVDs foram lançados, com as apresentações de Capital Inicial, Detonautas, Frejat, Jota Quest, Skank e o encontro dos Titãs com a banda portuguesa Xutos & Pontapés, todas feitas na quarta edição do festival. A nova leva apresenta duas desvantagens em relação aos lançamentos anteriores: não tem o peso histórico e peca pela falta de extras. O DVD dos Detonautas é o único que traz material bônus, no caso, o minidocumentário DRC/RIR, onde os integrantes comentam sua participação no festival, e um vídeo sobre uma viagem da banda à cidade de Maués, na selva amazônica. Pouco mais tarde, mais duas apresentações da edição de 2011 foram lançadas em DVD, com o Concerto Sinfônico Legião Urbana e o encontro de Martinho da Vila, Cidade Negra e Emicida, além de uma coletânea intitulada O Melhor do Rock in Rio, contendo vários shows da edição.
Em 2014, é lançado o DVD do encontro do grupo de heavy metal Sepultura com o grupo de percussionistas francês Les Tambours du Bronx, na quinta edição do festival. Em 2016, é lançado o DVD com o show do CPM 22 na sexta edição do festival. Por último, é lançado o DVD com o show do grupo de heavy metal Republica, na sétima edição do festival.

## Edições
O Rock in Rio totaliza 22 edições, sendo nove no Rio de Janeiro, nove em Lisboa (Portugal), três em Madrid (Espanha) e uma em Las Vegas (Estados Unidos).

### Rock in Rio
| Nº | Ano  | Edição           | Local          |
| -- | ---- | ---------------- | -------------- |
| 1  | 1985 | Rock in Rio      | Rio de Janeiro |
| 2  | 1991 | Rock in Rio II   | Rio de Janeiro |
| 3  | 2001 | Rock in Rio III  | Rio de Janeiro |
| 4  | 2011 | Rock in Rio IV   | Rio de Janeiro |
| 5  | 2013 | Rock in Rio V    | Rio de Janeiro |
| 6  | 2015 | Rock in Rio VI   | Rio de Janeiro |
| 7  | 2017 | Rock in Rio VII  | Rio de Janeiro |
| 8  | 2019 | Rock in Rio VIII | Rio de Janeiro |
| 9  | 2022 | Rock in Rio IX   | Rio de Janeiro |
| 10 | 2024 | Rock in Rio X    | Rio de Janeiro |

### Rock in Rio Lisboa
| Nº | Ano  | Edição                  | Local  |
| -- | ---- | ----------------------- | ------ |
| 1  | 2004 | Rock in Rio Lisboa      | Lisboa |
| 2  | 2006 | Rock in Rio Lisboa II   | Lisboa |
| 3  | 2008 | Rock in Rio Lisboa III  | Lisboa |
| 4  | 2010 | Rock in Rio Lisboa IV   | Lisboa |
| 5  | 2012 | Rock in Rio Lisboa V    | Lisboa |
| 6  | 2014 | Rock in Rio Lisboa VI   | Lisboa |
| 7  | 2016 | Rock in Rio Lisboa VII  | Lisboa |
| 8  | 2018 | Rock in Rio Lisboa VIII | Lisboa |
| 9  | 2022 | Rock in Rio Lisboa IX   | Lisboa |
| 10 | 2024 | Rock in Rio Lisboa X    | Lisboa |

### Rock in Rio Madrid
| Nº | Ano  | Edição                 | Local  |
| -- | ---- | ---------------------- | ------ |
| 1  | 2008 | Rock in Rio Madrid     | Madrid |
| 2  | 2010 | Rock in Rio Madrid II  | Madrid |
| 3  | 2012 | Rock in Rio Madrid III | Madrid |

### Rock in Rio USA
| Nº | Ano  | Edição          | Local     |
| -- | ---- | --------------- | --------- |
| 1  | 2015 | Rock in Rio USA | Las Vegas |

## Relacionados
A enorme popularidade da marca "Rock in Rio" na cidade do Rio de Janeiro levou Roberto Medina a abrir, na cidade, um café com o nome Rock in Rio Café, em 4 de março de 1997. Localizado na Barra da Tijuca, o local seguia a receita da cadeia de restaurantes Hard Rock Cafe, contando com fotos, instrumentos musicais e outros objetos das três edições do evento, além de loja de lembranças com o logotipo do evento.
Posteriormente, em 8 de dezembro de 1998, na cidade de Salvador, estado da Bahia, o empresário Herder Mendonça inaugurou o Rock in Rio Café Salvador, primeira e única franquia do Rock in Rio Café. A casa de shows soteropolitana ficou conhecida por ter sido palco para artistas como Claudia Leitte, Ivete Sangalo, Psirico, entre outros. O estabelecimento foi fechado e destruído em 15 de agosto de 2007, após desentendimentos com os proprietários do Aeroclube Plaza Show, onde se localizava a casa.